# آئینه‌ی اسلام
آئینه‌ی اسلام اولین کتاب چاپ‌شده از نویسنده کرد ملامحمد ربیعی است که برای اولین‌بار در تابستان ۱۳۶۵ توسط چاپخانهٔ مهارت در تهران به چاپ رسید.این کتاب به زبان فارسی در مورد موضوعاتی چون اصول عقیده، احکام اسلام، علم کلام و دین‌شناسی نوشته شده‌است.